# Угровець
Угровець — село в окрузі Бановці-над-Бебравою Тренчинського краю Словаччини. Станом на грудень 2015 року в селі проживало 1516 людей. Протікають річки Радіша і Гидіна.

## Населення
| Рік:            | 1994. | 2004.   | 2014.   | 2024.   |
| --------------- | ----- | ------- | ------- | ------- |
| Кількість осіб: | 1591  | 1478    | 1510    | 1522    |
| Різниця:        |       | -7,10 % | +2,16 % | +0,79 % |

| Рік:            | 2023. | 2024.   |
| --------------- | ----- | ------- |
| Кількість осіб: | 1533  | 1522    |
| Різниця:        |       | -0,71 % |